# Grand Prix automobile d'Allemagne 1951
GP précédent GP suivant
Le Grand Prix automobile d'Allemagne 1951 (XIV Grosser Preis von Deutschland), disputé le 29 juillet 1951 sur le Nürburgring, est la treizième épreuve du championnat du monde de Formule 1 courue depuis 1950 et la sixième manche du championnat 1951.

## Contexte avant le Grand Prix

### Le championnat du monde
Épreuve phare du championnat d'Europe de 1931 à 1939, traditionnellement disputé sur le Nürburgring depuis 1927, le Grand Prix d'Allemagne fut réintroduit au calendrier sportif en 1950, pour une course réservée à la catégorie Formule 2. Pour 1951, ce Grand Prix accueille à nouveau l'élite des pilotes internationaux. Avant cette sixième épreuve du championnat, c'est Juan Manuel Fangio, fort de deux victoires (Suisse et France), qui mène au score, avec une avance de six points sur le champion en titre Giuseppe Farina, son coéquipier chez Alfa Romeo, vainqueur en Belgique. La domination Alfa a toutefois pris fin deux semaines plus tôt lors du Grand Prix de Grande-Bretagne, brillamment remporté par la nouvelle recrue de la Scuderia Ferrari, l'Argentin José Froilán González.

### Le circuit
Situé dans le massif de l'Eifel, le Nürburgring fut inauguré le 5 juillet 1927 à l'occasion d'une course motocycliste. Deux ans de travaux avaient été nécessaires pour la réalisation de cette piste constituée d'une boucle nord (22,8 km), d'une boucle sud (7,7 km), les deux pistes utilisant une partie commune de deux kilomètres de part et d'autre des stands. Le tracé permet également de combiner les deux boucles, développant alors 28,3 km. Durant les premières années, les compétitions internationales empruntaient l'entièreté du circuit, mais dès les années 1930 c'est principalement la boucle nord (Nordschleife) qui fut utilisée pour les courses les plus importantes. Endommagée à la fin de la Seconde Guerre mondiale, la partie nord fut l'objet de réparations coûteuses et c'est seulement en 1950 qu'elle put être réutilisée à l'occasion du Grand Prix de formule 2.

Cette piste très sélective, parfois surnommée « L'enfer vert », compte 176 virages, sur un terrain très accidenté : environ trois cents mètres de dénivelé et des pentes pouvant atteindre 17 %. À ce jour, la meilleure moyenne jamais réalisée sur un tour est de 138,7 km/h, record établi par Hermann Lang lors du Grand Prix de l'Eifel 1939.

## Monoplaces en lice
- Alfa Romeo 159 "Usine"

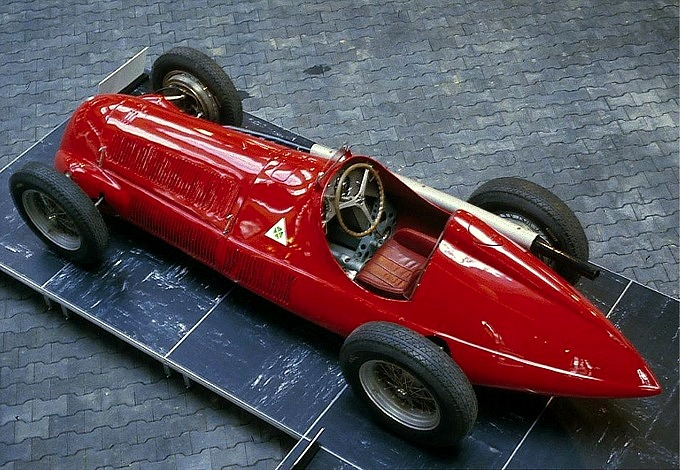
Reine des circuits depuis 1946, l'Alfetta a perdu de sa superbe en 1951.

La marque milanaise a engagé quatre Alfetta, pour ses pilotes de pointe Giuseppe Farina et Juan Manuel Fangio qui seront épaulés ici par Felice Bonetto, récemment incorporé dans l'équipe, et le pilote local Paul Pietsch, engagé en dernière minute pour sa parfaite connaissance du Nürburgring (pilote officiel Auto Union puis Maserati avant guerre, il a disputé maintes fois cette épreuve). Malgré sa puissance supérieure (425 chevaux), l'Alfetta n'est pas la grandissime favorite sur ce difficile tracé : la consommation excessive du "huit cylindres" suralimenté la condamne en effet à deux ravitaillements en course, contre un seul pour sa rivale Ferrari.
- Ferrari 375 F1 "Usine"

Victorieuse deux semaines plus tôt à Silverstone, la Scuderia Ferrari compte bien renouveler cette performance sur ce tracé : grâce à la souplesse du V12 atmosphérique et sa relative sobriété, la 375 F1 peut également s'appuyer sur le talent et l'expérience du premier pilote Alberto Ascari, dernier vainqueur en date de cette épreuve courue l'année précédente en catégorie F2. Aux côtés d'Ascari, on retrouve Luigi Villoresi et José Froilán González (le héros de Silversone), ainsi que Piero Taruffi qui effectue ici son retour dans l'équipe de F1. Dans sa version double allumage, le moteur de 4 litres et demi développe une puissance d'environ 380 chevaux.

Une cinquième Ferrari est présente, pour le pilote suisse Rudi Fischer : il s'agit d'une monoplace dotée d'un V12 atmosphérique de deux litres et demi, engagée par l'Écurie Espadon.
- Simca-Gordini T15 "Usine"

Amédée Gordini engage ici trois voitures pour Maurice Trintignant, Robert Manzon et André Simon, les "Mousquetaires" de l'équipe. Avec à peine plus de 150 chevaux, les petites T15 ne peuvent rivaliser avec les Alfa Romeo ou les Ferrari. Ces monoplaces peuvent toutefois espérer un classement honorable sur ce circuit, grâce à leur agilité, leur tenue de route et leurs qualités de freinage, d'autant que le triplé obtenu la semaine précédente aux Sables-d'Olonne (victoire de Simon) a regonflé le moral des troupes, et les finances de l'écurie. La préparation a été soignée, Trintignant dispose même d'un moteur neuf.
- Talbot-Lago T26C

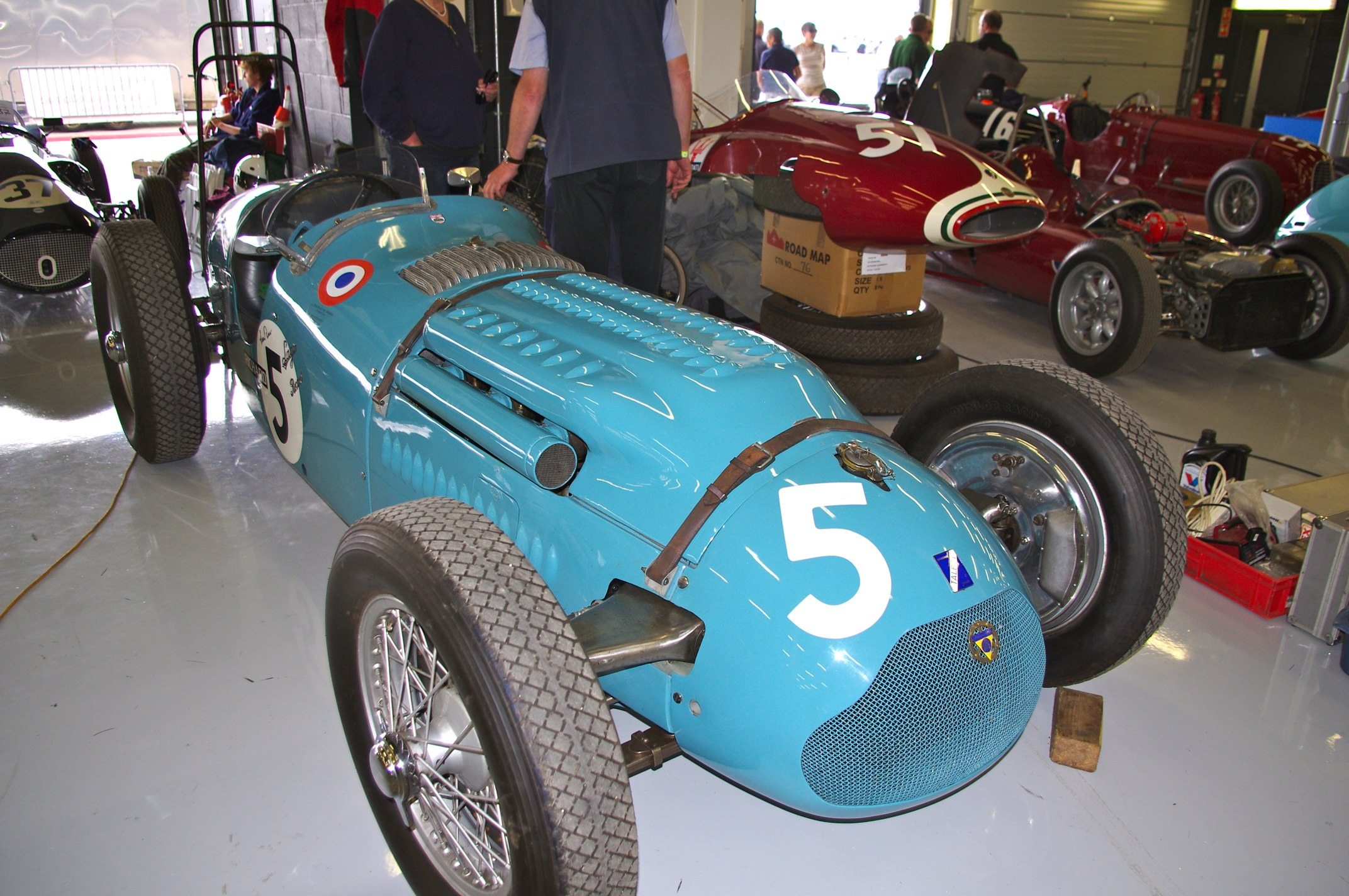
Les Talbot-Lago T26C, au nombre de huit, représentent un tiers du plateau.

Près d'un tiers du plateau est composé par les monoplaces de Suresnes, toujours très prisées par les écuries et pilotes privés malgré le désengagement de la marque cette saison. Développant environ 280 chevaux (versions à double allumage), les vénérables T26C ne peuvent se mêler au duel Alfa / Ferrari, mais restent de très sérieuses animatrices au sein du peloton. Huit voitures sont présentes, dont celle de Louis Rosier, vainqueur du Grand Prix des Pays-Bas disputé hors championnat le week-end précédent.
- Maserati 4CLT/48

Ces monoplaces, quoique techniquement dépassées en 1951, sont toujours bien présentes sur les grilles de départ. Enrico Platé a engagé deux voitures pour Emmanuel de Graffenried et Paul Pietsch, mais ce dernier va accepter la proposition d'Alfa Romeo et se verra attribuer le volant de la quatrième Alfetta. Le pilote suisse Toni Branca a amené sa 4CLT/48 personnelle, tandis que, comme à Silverstone deux semaines plus tôt, David Murray pilote la 4CLT/48 de la Scuderia Ambrosiana. Également engagé en Allemagne sur la Maserati de l'Écurie Siam, le Prince Bira a finalement déclaré forfait.

## Coureurs inscrits
| no | Pilote                  | Écurie              | Constructeur  | Modèle              | N° châssis | Moteur         | Pneumatiques |
| -- | ----------------------- | ------------------- | ------------- | ------------------- | ---------- | -------------- | ------------ |
| 71 | Alberto Ascari          | Scuderia Ferrari    | Ferrari       | Ferrari 375 F1      | 375/2      | Ferrari V12    | P            |
| 72 | Luigi Villoresi         | Scuderia Ferrari    | Ferrari       | Ferrari 375 F1      | 375/6      | Ferrari V12    | P            |
| 73 | Piero Taruffi           | Scuderia Ferrari    | Ferrari       | Ferrari 375 F1      | 375/5      | Ferrari V12    | P            |
| 74 | José Froilán González   | Scuderia Ferrari    | Ferrari       | Ferrari 375 F1      | 375/3      | Ferrari V12    | P            |
| 75 | Juan Manuel Fangio      | Alfa Romeo SpA      | Alfa Romeo    | Alfa Romeo 159      | 113        | Alfa Romeo L8s | P            |
| 76 | Nino Farina             | Alfa Romeo SpA      | Alfa Romeo    | Alfa Romeo 159      | 118        | Alfa Romeo L8s | P            |
| 77 | Felice Bonetto          | Alfa Romeo SpA      | Alfa Romeo    | Alfa Romeo 159      | 111        | Alfa Romeo L8s | P            |
| 78 | Paul Pietsch            | Alfa Romeo SpA      | Alfa Romeo    | Alfa Romeo 159      | 116        | Alfa Romeo L8s | P            |
| 79 | Emmanuel de Graffenried | Enrico Platé        | Maserati      | Maserati 4CLT/48    | 1601       | Maserati L4s   | P            |
| 80 | Paul Pietsch            | Enrico Platé        | Maserati      | Maserati 4CLT/48    | 1598       | Maserati L4s   | P            |
| 81 | Maurice Trintignant     | Équipe Gordini      | Simca-Gordini | Simca-Gordini T15   | 14-GC      | Gordini L4s    | E            |
| 82 | Robert Manzon           | Équipe Gordini      | Simca-Gordini | Simca-Gordini T15   | 11-GC      | Gordini L4s    | E            |
| 83 | André Simon             | Équipe Gordini      | Simca-Gordini | Simca-Gordini T15   | 12-GC      | Gordini L4s    | E            |
| 84 | Louis Rosier            | Écurie Rosier       | Talbot-Lago   | Talbot-Lago T26C-DA | 110 053    | Talbot L6      | D            |
| 85 | Louis Chiron            | Écurie Rosier       | Talbot-Lago   | Talbot-Lago T26C    | 110 001    | Talbot L6      | D            |
| 86 | Philippe Étancelin      | Privé               | Talbot-Lago   | Talbot-Lago T26C-DA | 110 054    | Talbot L6      | D            |
| 87 | Yves Giraud-Cabantous   | Privé               | Talbot-Lago   | Talbot-Lago T26C    | 110 009    | Talbot L6      | D            |
| 88 | Duncan Hamilton         | Privé               | Talbot-Lago   | Talbot-Lago T26C    | 110 011    | Talbot L6      | D            |
| 89 | David Murray            | Scuderia Ambrosiana | Maserati      | Maserati 4CLT/48    | 1593       | Maserati L4s   | D            |
| 90 | Pierre Levegh           | Privé               | Talbot-Lago   | Talbot-Lago T26C    | 110 005    | Talbot L6      | D            |
| 91 | Rudi Fischer            | Écurie Espadon      | Ferrari       | Ferrari 212         | 110        | Ferrari V12    | P            |
| 92 | Toni Branca             | Privé               | Maserati      | Maserati 4CLT/48    | 1606       | Maserati L4s   | D            |
| 93 | Jacques Swaters         | Écurie Belgique     | Talbot-Lago   | Talbot-Lago T26C    | 110 006    | Talbot L6      | D            |
| 94 | Johnny Claes            | Écurie Belge        | Talbot-Lago   | Talbot-Lago T26C-DA | 110 052    | Talbot L6      | D            |
| 95 | Prince Bira             | Écurie Siam         | Maserati      | Maserati 4CLT-48    | 1607       | Maserati L4s   | P            |

## Qualifications
Les séances de qualification se déroulent par temps sec le vendredi et le samedi précédant la course. Leader du championnat, Juan Manuel Fangio découvre ce tracé difficile : avant les séances officielles, il effectue quelques tours avec son Alfa Romeo de route pour apprendre le circuit, étudiant surtout les enchaînements rapides. Dès le début des hostilités, les Ferrari se montrent à leur avantage, Alberto Ascari et José Froilán González vont dominer les deux séances de qualification, avec des temps inférieurs à dix minutes au tour. Chez Alfa, seul Fangio parviendra à passer ce seuil. Il va d'ailleurs effectuer une sortie de route lors de la dernière journée d'essais, en tentant de battre Ascari qui vient de réaliser un temps de 9 min 55 s 8; sortie de route sans gravité, l'Argentin parvenant à remettre seul sa voiture en piste, mais la pole position est définitivement acquise à Ascari, qui s'élancera aux côtés de son coéquipier González, les Alfa Romeo de Fangio et Giuseppe Farina complétant la première ligne. Le pilote britannique David Murray est également sorti lors de cette dernière séance : il est indemne, mais sa Maserati est détruite, il ne pourra participer à la course.

Cinquième temps des essais, Luigi Villoresi (Ferrari) est à plus de dix secondes d'Ascari. Derrière, les écarts sont énormes. On peut toutefois noter la belle performance de Robert Manzon, qui avec le neuvième chrono se montre le meilleur de "la deuxième division" sur sa petite Simca-Gordini de 150 chevaux, ayant même devancé l'Alfa Romeo officielle de Felice Bonetto.
| Pos. | no | Pilote                  | Écurie        | Temps         | Écart          |
| ---- | -- | ----------------------- | ------------- | ------------- | -------------- |
| 1    | 71 | Alberto Ascari          | Ferrari       | 9 min 55 s 8  |                |
| 2    | 74 | José Froilán González   | Ferrari       | 9 min 57 s 5  | + 1 s 7        |
| 3    | 75 | Juan Manuel Fangio      | Alfa Romeo    | 9 min 59 s 0  | + 3 s 2        |
| 4    | 76 | Nino Farina             | Alfa Romeo    | 10 min 01 s 0 | + 5 s 2        |
| 5    | 72 | Luigi Villoresi         | Ferrari       | 10 min 06 s 6 | + 10 s 8       |
| 6    | 73 | Piero Taruffi           | Ferrari       | 10 min 12 s 9 | + 17 s 1       |
| 7    | 78 | Paul Pietsch            | Alfa Romeo    | 10 min 15 s 7 | + 19 s 9       |
| 8    | 91 | Rudi Fischer            | Ferrari       | 10 min 23 s 8 | + 28 s 0       |
| 9    | 82 | Robert Manzon           | Simca-Gordini | 10 min 28 s 9 | + 33 s 1       |
| 10   | 77 | Felice Bonetto          | Alfa Romeo    | 10 min 46 s 1 | + 50 s 3       |
| 11   | 87 | Yves Giraud-Cabantous   | Talbot-Lago   | 10 min 52 s 8 | + 57 s 0       |
| 12   | 83 | André Simon             | Simca-Gordini | 10 min 57 s 5 | + 1 min 01 s 7 |
| 13   | 85 | Louis Chiron            | Talbot-Lago   | 11 min 00 s 2 | + 1 min 04 s 4 |
| 14   | 81 | Maurice Trintignant     | Simca-Gordini | 11 min 07 s 5 | + 1 min 11 s 7 |
| 15   | 84 | Louis Rosier            | Talbot-Lago   | 11 min 08 s 2 | + 1 min 12 s 4 |
| 16   | 79 | Emmanuel de Graffenried | Maserati      | 11 min 25 s 6 | + 1 min 29 s 8 |
| 17   | 92 | Toni Branca             | Maserati      | 11 min 26 s 7 | + 1 min 30 s 9 |
| 18   | 94 | Johnny Claes            | Talbot-Lago   | 11 min 33 s 6 | + 1 min 37 s 8 |
| 19   | 90 | Pierre Levegh           | Talbot-Lago   | 11 min 41 s 9 | + 1 min 46 s 1 |
| 20   | 88 | Duncan Hamilton         | Talbot-Lago   | 11 min 49 s 3 | + 1 min 53 s 5 |
| 21   | 86 | Philippe Étancelin      | Talbot-Lago   | 11 min 52 s 9 | + 1 min 57 s 1 |
| 22   | 93 | Jacques Swaters         | Talbot-Lago   | 12 min 09 s 1 | + 2 min 13 s 3 |

## Grille de départ du Grand Prix
| 1re ligne | Pos. 4                              |                                         | Pos. 3                           |                                    | Pos. 2                             |                                   | Pos. 1                           |
|           | Farina Alfa Romeo 10 min 01 s 0     |                                         | Fangio Alfa Romeo 9 min 59 s 0   |                                    | González Ferrari 9 min 57 s 5      |                                   | Ascari Ferrari 9 min 55 s 8      |
| 2e ligne  |                                     | Pos. 7                                  |                                  | Pos. 6                             |                                    | Pos. 5                            |                                  |
|           |                                     | Pietsch Alfa Romeo 10 min 15 s 7        |                                  | Taruffi Ferrari 10 min 12 s 9      |                                    | Villoresi Ferrari 10 min 06 s 6   |                                  |
| 3e ligne  | Pos. 11                             |                                         | Pos. 10                          |                                    | Pos. 9                             |                                   | Pos. 8                           |
|           | Cabantous Talbot-Lago 10 min 52 s 8 |                                         | Bonetto Alfa Romeo 10 min 46 s 1 |                                    | Manzon Simca-Gordini 10 min 28 s 9 |                                   | Fischer Ferrari 10 min 23 s 8    |
| 4e ligne  |                                     | Pos. 14                                 |                                  | Pos. 13                            |                                    | Pos. 12                           |                                  |
|           |                                     | Trintignant Simca-Gordini 11 min 07 s 5 |                                  | Chiron Talbot-Lago 11 min 00 s 2   |                                    | Simon Simca-Gordini 10 min 57 s 5 |                                  |
| 5e ligne  | Pos. 18                             |                                         | Pos. 17                          |                                    | Pos. 16                            |                                   | Pos. 15                          |
|           | Claes Talbot-Lago 11 min 33 s 6     |                                         | Branca Maserati 11 min 26 s 7    |                                    | Graffenried Maserati 11 min 25 s 6 |                                   | Rosier Talbot-Lago 11 min 08 s 2 |
| 6e ligne  |                                     | Pos. 21                                 |                                  | Pos. 20                            |                                    | Pos. 19                           |                                  |
|           |                                     | Étancelin Talbot-Lago 11 min 52 s 9     |                                  | Hamilton Talbot-Lago 11 min 49 s 3 |                                    | Levegh Talbot-Lago 11 min 41 s 9  |                                  |
| 7e ligne  |                                     |                                         |                                  | Pos. 22                            |                                    |                                   |                                  |
|           |                                     |                                         |                                  | Swaters Talbot-Lago 12 min 09 s 1  |                                    |                                   |                                  |

## Déroulement de la course
Sur la distance de l'épreuve, les Alfa Romeo devront ravitailler deux fois en carburant, contre une fois pour les Ferrari, les Talbot pouvant effectuer la totalité du parcours sans s'arrêter. Temps chaud et ensoleillé au départ.
Giuseppe Farina (Alfa Romeo) effectue le meilleur départ, mais son coéquipier Juan Manuel Fangio le déborde dans la courbe sud et prend la tête. Un peu moins bien parties, les deux Ferrari d'Alberto Ascari et José Froilán González vont également déborder Farina lors du premier tour, que Fangio termine en tête avec un peu plus de trois secondes d'avance sur la première Ferrari, González et Farina venant ensuite à environ six secondes du leader. Les quatre premiers ont déjà largement distancé leurs poursuivants, emmenés par le vétéran Paul Pietsch (Alfa Romeo). Au cours du second tour, ce dernier effectue d'ailleurs une sortie de route au virage du Carrousel, calant son moteur, perdant plus de sept minutes avant d'être en mesure de reprendre la piste. Fangio accomplit cette deuxième boucle à près de 136 km/h de moyenne, augmentant son avance sur Ascari à sept secondes. Lors des tours suivants, Ascari commence à accélérer le rythme et à réduire son écart sur Fangio : à la fin du quatrième tour, il ne compte plus qu'une seconde de retard, et il déborde l'Argentin au suivant, dans la courbe de Breidscheid. González se maintient en troisième position devant Farina, Luigi Villoresi et Piero Taruffi (Ferrari) suivent à bonne distance. Au début du sixième tour, Fangio et s'arrête au stand pour son premier ravitaillement et changement de pneus arrière (l'arrêt va durer trente-huit secondes), permettant à González de s'emparer de la seconde position, à près de neuf secondes d'Ascari. Fangio repart troisième, devant Farina qui a également ravitaillé (reparti cinquième, il a rapidement repassé Villoresi). Les deux pilotes Alfa Romeo sont sur un rythme très soutenu et parviennent à réduire leur retard sur les deux Ferrari de tête, mais Farina doit abandonner au cours du neuvième tour, boîte de vitesses cassée, laissant Fangio seul à défendre les chances de la marque milanaise, ses deux autres coéquipiers Felice Bonetto et Pietsch étant très distancés.
Ascari est toujours en tête lorsqu'il rejoint son stand pour refaire le plein de carburant, au tout début du dixième tour (les stands étant situés juste après la ligne d'arrivée). Il repart second, derrière González qui a pris brièvement la tête avant de ravitailler au passage suivant. Nous sommes alors à la mi-course, au début du onzième tour. Fangio, qui tourne à une cadence très élevée, profite du ravitaillement de son compatriote pour prendre la deuxième place, à plus de huit secondes d'Ascari. Au cours de ce onzième tour, il parvient à rattraper Ascari et à le dépasser, ayant battu le record du tour en 9 min 56 s, à près de 138 km/h de moyenne, ayant amélioré de trois secondes son temps de qualification. Il réalise un temps pratiquement identique lors de la boucle suivante : 9 min 55 s 8, égalant le meilleur chrono réalisé Ascari la veille. À la fin du quatorzième Fangio mène toujours devant Ascari et González, mais doit effectuer son deuxième ravitaillement; celui-ci se passe mal : connaissant également des ennuis de boîte de vitesses, Fangio cale au moment de repartir des stands, perdant du temps supplémentaire. Il repart néanmoins en seconde position (González en difficulté ayant considérablement ralenti l'allure au cours des tours précédents), mais au quinzième passage compte près d'une minute de retard sur Ascari.
Toujours en difficulté avec sa boîte, Fangio continue à perdre du terrain sur Ascari, qui à la surprise de son équipe se permet d'effectuer un deuxième arrêt (non prévu) pour changement de pneus : par sécurité pour la fin de course sans doute, mais le fier pilote italien a également tenu à ce que sa victoire soit obtenue avec le même nombre d'arrêts que son rival ! Reparti avec une vingtaine de secondes d'avance, il creuse encore l'écart sur Fangio au cours des dix-huitième et dix-neuvième tours, avant d'effectuer une prudente dernière boucle, terminant la course avec trente secondes d'avances sur son adversaire argentin. González conserve sa troisième place, mais à quatre minutes et demie du vainqueur, avec une voiture bien fatiguée. Plus loin encore, les deux autres Ferrari officielles de Villoresi et Taruffi terminent quatrième et cinquième, les autres rescapés étant relégués à plus d'un tour du vainqueur.

### Classements intermédiaires
Classements intermédiaires des monoplaces aux premier, deuxième, quatrième, sixième, dixième, douzième et quinzième tours.

### Classement de la course

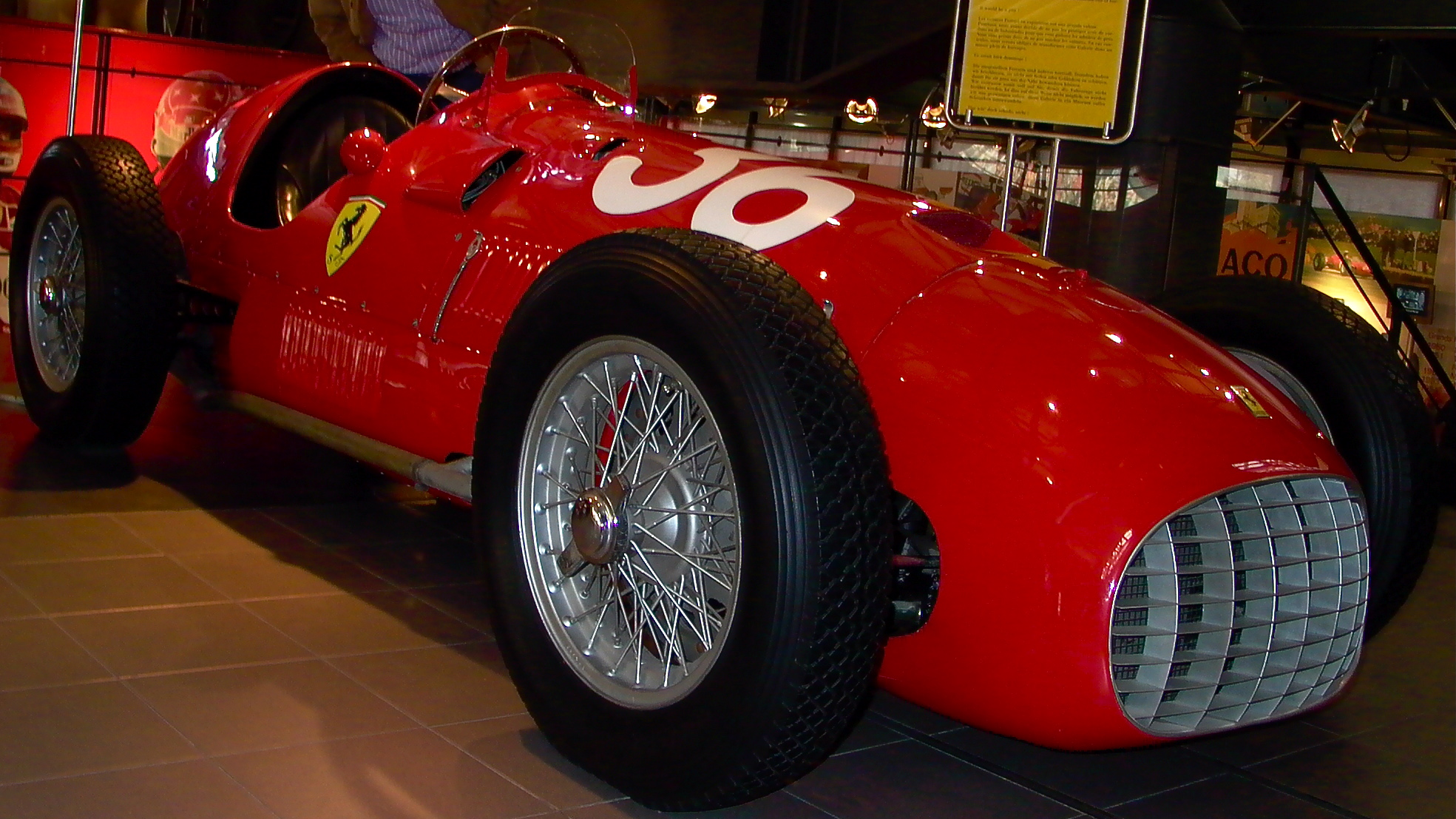
Deux semaines après le succès de Silverstone, nouvelle victoire pour la Ferrari 375 F1.

| Pos  | No | Pilote                  | Écurie        | Tours | Temps/Abandon     | Grille | Points |
| ---- | -- | ----------------------- | ------------- | ----- | ----------------- | ------ | ------ |
| 1    | 71 | Alberto Ascari          | Ferrari       | 20    | 3 h 23 min 03 s 3 | 1      | 8      |
| 2    | 75 | Juan Manuel Fangio      | Alfa Romeo    | 20    | + 30 s 5          | 3      | 7      |
| 3    | 74 | José Froilán González   | Ferrari       | 20    | + 4 min 39 s 0    | 2      | 4      |
| 4    | 72 | Luigi Villoresi         | Ferrari       | 20    | + 5 min 50 s 2    | 5      | 3      |
| 5    | 73 | Piero Taruffi           | Ferrari       | 20    | + 7 min 49 s 1    | 6      | 2      |
| 6    | 91 | Rudi Fischer            | Ferrari       | 19    | + 1 tour          | 8      |        |
| 7    | 82 | Robert Manzon           | Simca-Gordini | 19    | + 1 tour          | 9      |        |
| 8    | 84 | Louis Rosier            | Talbot-Lago   | 19    | + 1 tour          | 15     |        |
| 9    | 90 | Pierre Levegh           | Talbot-Lago   | 18    | + 2 tours         | 19     |        |
| 10   | 93 | Jacques Swaters         | Talbot-Lago   | 18    | + 2 tours         | 22     |        |
| 11   | 94 | Johnny Claes            | Talbot-Lago   | 17    | + 3 tours         | 18     |        |
| Abd. | 87 | Yves Giraud-Cabantous   | Talbot-Lago   | 17    | Accident          | 11     |        |
| Abd. | 81 | Maurice Trintignant     | Simca-Gordini | 13    | Moteur            | 14     |        |
| Abd. | 77 | Felice Bonetto          | Alfa Romeo    | 12    | Magnéto           | 10     |        |
| Abd. | 88 | Duncan Hamilton         | Talbot-Lago   | 12    | Pression d'huile  | 20     |        |
| Abd. | 78 | Paul Pietsch            | Alfa Romeo    | 11    | Accident          | 7      |        |
| Abd. | 83 | André Simon             | Simca-Gordini | 11    | Moteur            | 12     |        |
| Abd. | 76 | Giuseppe Farina         | Alfa Romeo    | 8     | Boîte de vitesses | 4      |        |
| Abd. | 86 | Philippe Étancelin      | Talbot-Lago   | 4     | Boîte de vitesses | 21     |        |
| Abd. | 85 | Louis Chiron            | Talbot-Lago   | 3     | Allumage          | 13     |        |
| Abd. | 92 | Toni Branca             | Maserati      | 3     | Moteur            | 17     |        |
| Abd. | 79 | Emmanuel de Graffenried | Maserati      | 2     | Moteur            | 16     |        |

Légende:
- Abd.= Abandon.

### Pole position et record du tour
- Pole position :  Alberto Ascari en 9 min 55 s 8 (vitesse moyenne : 137,825 km/h). Temps réalisé lors de la seconde journée d'essais.
- Meilleur tour en course :  Juan Manuel Fangio en 9 min 55 s 8 (vitesse moyenne : 137,825 km/h) au douzième tour.

#### Évolution du record du tour en course
Le record du tour fut amélioré cinq fois au cours de l'épreuve lors de la lutte en tête entre Fangio, Ascari et González.

### Tours en tête
- Juan Manuel Fangio : 8 tours (1-4 / 11-14)
- Alberto Ascari : 11 tours (5-9 / 15-20)
- José Froilán González : 1 tour (10)

## Classement général à l'issue de la course
| Pos. | Pilote                  | Écurie         | Points  | SUI | 500 | BEL   | FRA | GBR | ALL | ITA | ESP |
| ---- | ----------------------- | -------------- | ------- | --- | --- | ----- | --- | --- | --- | --- | --- |
| 1    | Juan Manuel Fangio      | Alfa Romeo     | 27 (28) | 9*  | -   | (1* ) | 5*  | 6   | 7*  |     |     |
| 2    | Alberto Ascari          | Ferrari        | 17      | -   | -   | 6     | 3   | -   | 8   |     |     |
| 3    | José Froilán González   | Ferrari        | 15      | -   | -   | -     | 3   | 8   | 4   |     |     |
|      | Giuseppe Farina         | Alfa Romeo     | 15      | 4   | -   | 8     | 2   | 1*  | -   |     |     |
|      | Luigi Villoresi         | Ferrari        | 15      | -   | -   | 4     | 4   | 4   | 3   |     |     |
| 6    | Lee Wallard             | Kurtis Kraft   | 9       | -   | 9*  | -     | -   | -   | -   |     |     |
| 7    | Piero Taruffi           | Ferrari        | 8       | 6   | -   | -     | -   | -   | 2   |     |     |
| 8    | Mike Nazaruk            | Kurtis Kraft   | 6       | -   | 6   | -     | -   | -   | -   |     |     |
| 9    | Reg Parnell             | Ferrari & BRM¹ | 5       | -   | -   | -     | 3   | 2¹  | -   |     |     |
| 10   | Luigi Fagioli           | Alfa Romeo     | 4       | -   | -   | -     | 4   | -   | -   |     |     |
| 11   | Consalvo Sanesi         | Alfa Romeo     | 3       | 3   | -   | -     | -   | -   | -   |     |     |
|      | Andy Linden             | Sherman        | 3       | -   | 3   | -     | -   | -   | -   |     |     |
|      | Louis Rosier            | Talbot-Lago    | 3       | -   | -   | 3     | -   | -   | -   |     |     |
|      | Felice Bonetto          | Alfa Romeo     | 3       | -   | -   | -     | -   | 3   | -   |     |     |
| 15   | Jack McGrath            | Kurtis Kraft   | 2       | -   | 2   | -     | -   | -   | -   |     |     |
|      | Manny Ayulo             | Kurtis Kraft   | 2       | -   | 2   | -     | -   | -   | -   |     |     |
|      | Emmanuel de Graffenried | Alfa Romeo     | 2       | 2   | -   | -     | -   | -   | -   |     |     |
|      | Bobby Ball              | Schroeder      | 2       | -   | 2   | -     | -   | -   | -   |     |     |
|      | Yves Giraud-Cabantous   | Talbot-Lago    | 2       | -   | -   | 2     | -   | -   | -   |     |     |

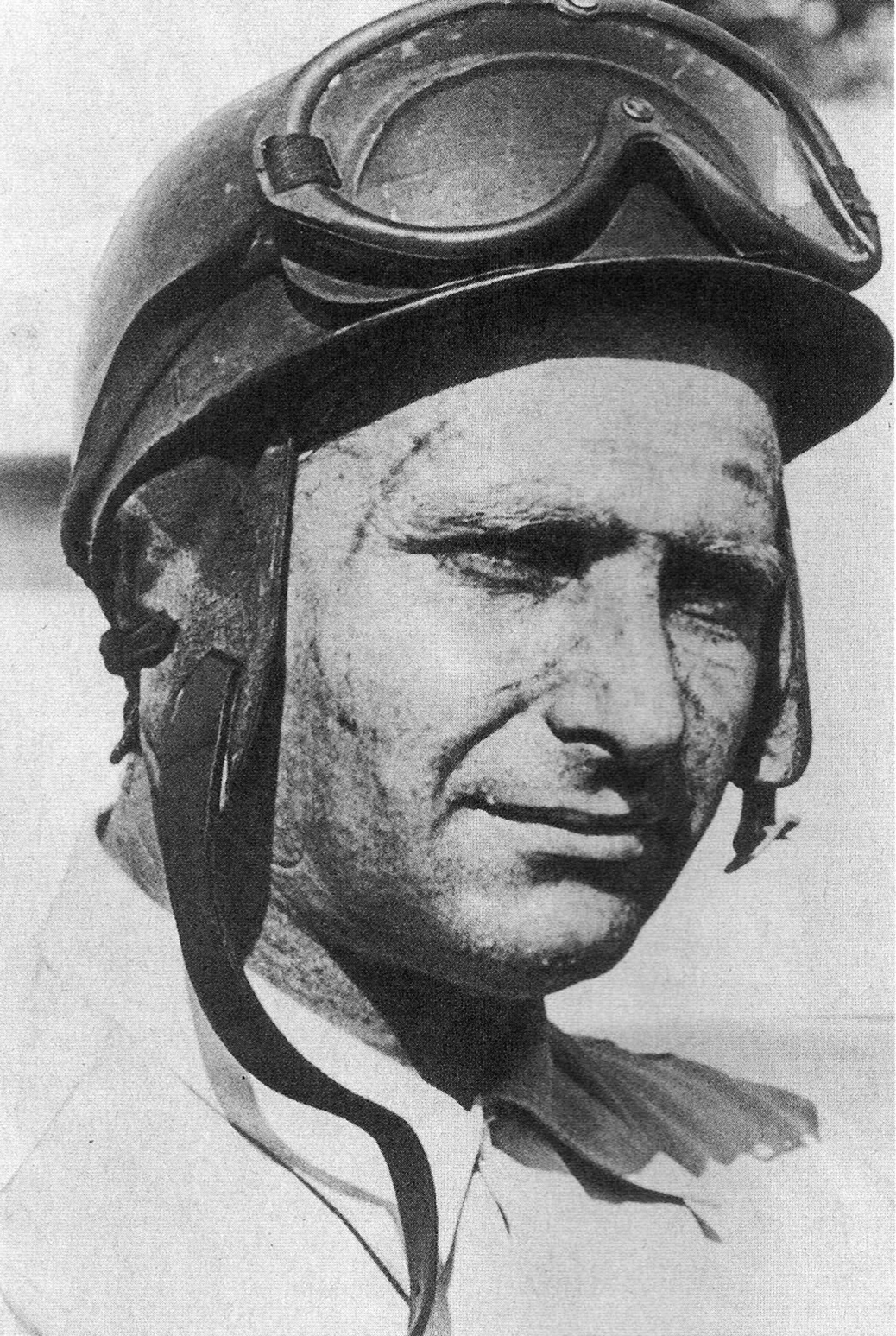
Bien qu'une nouvelle fois devancé par une Ferrari, l'Argentin Juan Manuel Fangio consolide sa position en tête du championnat.

- attribution des points : 8, 6, 4, 3, 2 respectivement aux cinq premiers de chaque épreuve et 1 point supplémentaire pour le pilote ayant accompli le meilleur tour en course (signalé par un astérisque)
- Seuls les quatre meilleurs résultats sont comptabilisés. Juan Manuel Fangio doit donc décompter le point acquis en Belgique, totalisant vingt-sept points effectifs pour vingt-huit points marqués.
- Le règlement permet aux pilotes de se relayer sur une même voiture, les points éventuellement acquis étant alors partagés. Jack McGrath et Manny Ayulo marquent chacun deux points pour leur troisième place à Indianapolis, Luigi Fagioli et Juan Manuel Fangio marquent chacun quatre points pour leur victoire en France, José Froilán González et Alberto Ascari marquent chacun trois points pour leur seconde place en France.

## À noter
- 1re victoire en championnat du monde pour Alberto Ascari ; le pilote italien avait, auparavant, remporté 6 Grands Prix de Formule 1 (1 en 1948, 3 en 1949, 1 en 1950 et 1 en 1951[11]) ; il s'agit donc de sa septième victoire en formule 1.
- 2e victoire en championnat du monde pour Ferrari en tant que constructeur.
- 2e victoire en championnat du monde pour Ferrari en tant que motoriste.